# كياثون ذنبي
كياثون ذنبي (الاسم العلمي: Cyathea caudata) هو نوع من النباتات يتبع جنس الكياثون من الفصيلة الكياثونية.